# Homerun (álbum de Paulo Londra)
Homerun es el primer álbum de estudio del cantante y rapero argentino Paulo Londra, publicado el 23 de mayo de 2019 a través de Big Ligas y Warner Music Latina. Escrito por Londra y producido por Ovy on the Drums, el álbum se caracteriza principalmente por el estilo de música urbana, utilizando una gran variedad de géneros como el reguetón, la balada romántica, el rap y el trap.
Homerun llegó a la cima en la lista de ventas de álbumes en Argentina. Debutó en la posición número tres en Chile y España; y en el puesto cuatro en México. En Estados Unidos, Homerun debutó en el puesto doce de la lista Top Latin Albums de Billboard equivalente a 3000 copias vendidas del álbum en su primera semana de lanzamiento. De esta manera, Homerun marcó el lanzamiento de Paulo Londra como artista a nivel internacional, después de su éxito con varios de sus sencillos como «Condenado para el millón», «Adán y Eva», «Nena maldición» y «Tal vez».

## Antecedentes y composición
El 9 de mayo del 2019, Londra anunció a través de sus redes sociales que el álbum sería publicado el 23 de mayo de ese año. Poco después, Paulo mediante su cuenta de Instagram reveló la portada y la estética del álbum; y asimismo Warner Music Latina develó la lista completa de las canciones que integrarían el disco. El álbum, musicalmente, fue descripto como un trabajo que cuenta con ritmos variados, donde predominan «rimas alegres e inteligentes». Su contenido lírico «nace de la necesidad de no dar a medias los esfuerzos» y «significa voluntad, esfuerzo y el ejemplo de mostrar que vale la pena hacer lo que te gusta a pesar de las adversidades».

## Contenido

### Título y portada
El nombre del álbum hace referencia a la mejor jugada del béisbol conocida como jonrón (en español) y la tapa del mismo cuenta con una foto de Londra de pequeño con una gorra al revés y un buzo que tiene a Garfield bateando y arriba del personaje está inscripta la palabra HomeRun.

### Letras y sonidos
La edición estándar del álbum contiene dieciocho pistas y su estilo en general se caracteriza por utilizar el spanglish como recurso musical y abundan los modismos del lenguaje latinoamericano en sus letras. La canción de apertura y que da título al álbum «Homerun (Intro)», es una pista acústica acompañada por una guitarra y «funciona como un resumen del personaje relajado y agradecido» que es Londra. La segunda pista y el séptimo sencillo «Tal vez» es una balada con ritmos reggaetoneros, donde habla sobre «un amor que no fue» y «se muestra engañado». «No puedo» es descripta como una canción de «puro trap», que refleja «la desesperación de no poder olvidar a un amor perdido y querer recuperarlo». La siguiente pista y el quinto sencillo «Adán y Eva» es una canción urbana con «sonidos de reggae, tonos melódicos y una lírica romántica que habla de la conquista de una chica y el inicio de una relación». La quinta pista «Demasiado loco» tiene una «base tranquila y despojada» con rimas que marcan una diferencia, donde se reluce un «costado romántico y nostálgico». «Maldita abusadora», la sexta canción, es una pieza ligada «a una balada rockera» con el sonido de «un par de guitarras eléctricas». La siguiente pista y séptima del álbum, «Y yo no sé» es un reggaetón lento y trata sobre «despertarse en una habitación desconocida» hablándole «a una maldita descarada». La octava pista «So Fresh» tiene un ritmo «hiphopero», destacándose en la letra la frase: «Ey, mami, no me muero hasta mi Grammy». La novena canción «Querido amigo»	se caracteriza por ser una pieza trapera que habla sobre un chico que le roba la novia al amigo.
La canción «Romeo y Julieta» cuenta con elementos del trap, el dembow y el reggaetón. «Por eso vine» es una canción que mezcla el trap con reggaetón, utilizando como complemento un bajo cumbiero, aunque «agrega teclados preciosistas y unas cuerdas sintetizadas que lo elevan de la media». La pista doce «Sólo pienso en ti» también tiene sonidos del trap y el reggaetón, que lo describe como un «Romeo centennial». «Forever Alone» es una pista que sigue la fórmula de una balada trap, que recuerda a la canción que la antecede. La canción y el segundo sencillo «Nena maldición» es una balada «melosa». La siguiente pista «Dímelo»	es una canción con influencias del trap caribeño. La pista y el cuarto sencillo «Chica paranormal» es una canción netamente trap, la cual habla sobre «una chica de la cual se enamora pero que a la vez es peligrosa». La canción de cierre del álbum «Sigan hablando de mí» es una pista de trap que está dirigida a los detractores, en la que canta: «Yo tengo talento, ustedes plata».

## Recepción

### Comentarios de la crítica
El primer álbum de Londra cosechó críticas positivas por parte de la prensa, la cual destacó sobre todo sus letras alejadas de la vulgaridad. Karen Montero de la revista española Mondosonoro valoró que Londra logró construir un álbum «sin drogas, insultos ni violencia» y al contrario brinda una material con «historias de amor postadolescentes e inocencia con trazas de malote», sin embargo, mencionó que Homerun «es un disco sin sorpresas», pero que es «intrigante». Por su parte, Rodrigo Guerra del diario uruguayo El País destacó que el álbum cuenta con «ritmos pegadizos» y «letras honestas». Juan Manuel Garrido del portal de internet español Urban Rooster News elogió el trabajo de Londra, diciendo que es un artista «talentoso y muy versátil para adaptarse a distintos géneros musicales» y resaltó que Paulo en la canción «Maldita abusadora» «logra una melodía espectacular y pegadiza solo con dos guitarras».
Por otra parte, la revista estadounidense Billboard elogió el trabajo de Londra, escribiendo que el artista «ha hecho todos los movimientos correctos; que se apoyó en sencillos y pocas pero puntuales colaboraciones que le permitieron crecer». Además, la revista destacó que «Homerun tiene una columna vertebral sonora que nunca deja atrás el inconfundible color de la voz de Paulo y su forma de frasear», comparando su trabajo como una similitud con los álbumes Views (2016) de Drake y ÷ (2017) de Ed Sheeran.

### Desempeño comercial
En su primera semana, Homerun debutó en el puesto número uno dentro del top 200 de Spotify España con más de seis millones de reproducciones. Este logro, llevó Homerun a posicionarse en el puesto número 3 de la lista de álbumes musicales de PROMUSICAE. En Argentina, el álbum alcanzó el puesto número 1 del ranking de CAPIF, lo que le valió la certificación de doble disco de diamante, que equivale a 270.000 mil copias vendidas. En Estados Unidos, en la semana del 30 de mayo del 2019, el álbum alcanzó la posición número 10 del conteo Latin Rhythm Albums de Billboard y en su primera semana logró vender 3.000 unidades en el territorio estadounidense. Poco después, debutó en la lista Top Latin Albums, también de Billboard, y alcanzó el puesto número 12, lo cual equivalió a un total combinado de 185.000 unidades vendidas del álbum en los Estados Unidos.

### Premios y nominaciones
| Año  | Premiación            | Categoría                           | Resultado | Ref.   |
| ---- | --------------------- | ----------------------------------- | --------- | ------ |
| 2019 | Billboard Argentina   | Mejor álbum nacional                | Ganador   | [ 21 ] |
| 2020 | Premios Carlos Gardel | Mejor álbum del año                 | Nominado  | [ 22 ] |
| 2020 | Premios Carlos Gardel | Mejor álbum de música urbana / trap | Nominado  | [ 22 ] |
| 2020 | Premios Lo Nuestro    | Mejor álbum del año                 | Nominado  | [ 23 ] |

## Lanzamiento y promoción
El 23 de mayo de 2019, Homerun salió a la venta en el mercado musical a través de tiendas, música digital y plataformas de streaming. Ese mismo día, Londra ofreció un evento que llevó por nombre Experiencia Homerun en el Complejo Art Medio en Buenos Aires, donde además de presentar su material discográfico, también interactuó con los fanáticos.

### Presentaciones en vivo
En junio del 2019, Paulo anunció su gira Homerun Tour en apoyo y promoción al álbum, con la cual visitó Paraguay, Costa Rica, Chile, España, Perú, Panamá, Guatemala, Uruguay y algunas ciudades de Argentina.

## Lista de canciones
| N.º | Título                                                 | Duración |  |
| 1.  | «Homerun (Intro)»                                      | 2:30     |  |
| 2.  | «Tal vez»                                              | 4:24     |  |
| 3.  | «No puedo»                                             | 2:55     |  |
| 4.  | «Adán y Eva»                                           | 4:17     |  |
| 5.  | «Demasiado loco»                                       | 2:47     |  |
| 6.  | «Maldita abusadora»                                    | 4:10     |  |
| 7.  | «Y yo no sé»                                           | 3:10     |  |
| 8.  | «So Fresh»                                             | 2:48     |  |
| 9.  | «Querido amigo»                                        | 3:48     |  |
| 10. | «Romeo y Julieta»                                      | 3:02     |  |
| 11. | «Por eso vine»                                         | 2:59     |  |
| 12. | «Sólo pienso en ti» (Con De la Ghetto y Justin Quiles) | 4:29     |  |
| 13. | «Forever Alone»                                        | 3:34     |  |
| 14. | «Condenado para el millón»                             | 3:42     |  |
| 15. | «Nena maldición» (con Lenny Tavárez)                   | 3:48     |  |
| 16. | «Dímelo»                                               | 3:33     |  |
| 17. | «Chica paranormal»                                     | 3:41     |  |
| 18. | «Sigan hablando de mí»                                 | 2:41     |  |

## Posicionamiento en las listas
| Listas (2019)                        | Mejor posición |
| ------------------------------------ | -------------- |
| Argentina (CAPIF)                    | 1              |
| Chile (Punto Musical)                | 3              |
| España (PROMUSICAE)                  | 3              |
| Estados Unidos (Latin Rhythm Albums) | 10             |
| Estados Unidos (Top Latin Albums)    | 12             |
| México (AMPROFON)                    | 4              |

| Listas (2019)                     | Mejor posición |
| --------------------------------- | -------------- |
| Estados Unidos (Top Latin Albums) | 43             |
| México (AMPROFON)                 | 59             |
| Listas (2020)                     | Mejor posición |
| España (PROMUSICAE)               | 86             |
| Listas (2021)                     | Mejor posición |
| España (PROMUSICAE)               | 77             |

## Certificaciones
| País      | Organismo certificador | Certificación | Ventas certificadas | Ref.   |
| --------- | ---------------------- | ------------- | ------------------- | ------ |
| Argentina | CAPIF                  | 2× Diamante   | 270 000             | [ 19 ] |
| España    | PROMUSICAE             | Oro           | 20 000              | [ 36 ] |

## Créditos y personal

### Músicos
- Paulo Londra – voz y composición (todas las canciones)
- Cristian Salazar – composición (todas las canciones)
- Daniel Echavarría Oviedo – composición (todas las canciones)
- Jairo Bascope – composición (Tal vez)
- Ovy on the Drums – composición (4) y producción (todas las canciones)
- Justin Quiles – voz y composición (12)
- Pablo Christian Fuentes – composición (12)
- Rafael Castillo – voz y composición (12)
- Julio Manuel Gonzalez Tavárez – voz y composición (15)

### Técnicos
- Ovy on the Drums – ingeniería de grabación (todas las canciones),
- Colin Leonard – masterización (4)
- Dave Kutch – masterización (1–3, 5, 7–14, 16–18)
- Mosty – masterización (6) e ingeniería de mezcla (1–3, 5–13, 17–18)
- Wain – masterización (15) e ingeniería de mezcla (14–16)
- Jaycen Joshua – ingeniería de mezcla (4)
- Juan Pablo Builes – ingeniería de mezcla (1–3, 5–9, 11–12, 18)

Nota: Créditos adaptados a la edición estándar del álbum según Jaxsta.

## Historial de lanzamientos
| Región | Fecha              | Formato(s) | Edición                          | Sello(s) discográfico(s) | Ref.   |
| ------ | ------------------ | ---------- | -------------------------------- | ------------------------ | ------ |
| Varios | 23 de mayo de 2019 | Estándar   | CD, descarga digital y streaming | Big Ligas Warner         | [ 38 ] |